# Филипповская пустынь
Филипповская (Иисусова) пустынь — пустынь Соловецкого монастыря, на берегу озера Игуменского Большого Соловецкого острова, основанная, согласно сохранившемуся преданию, Филиппом II, митрополитом Московским, в бытность его настоятелем монастыря.

## История пустыни

### XVI век
Известно, что в пустыни жил Филипп Колычев, впоследствии митрополит Московский, задушенный Малютой Скуратовым.

### XVIII век
О древней истории пустыни известно крайне мало. По-видимому впервые о ней упоминается в одном из летописцев XVIII века, содержащем описание часовен монастыря от 1758 года: «Десятая [часовня]. Близ вараки, где кирпич делают, от монастыря за две версты, называемое Игуменское озеро, тут на горе неподалёку часовня и колодезь, где вышеописанный Филипп игумен отходя от обители временно ради уединения и молитвы пребывание имел». Об этой же часовне говорится в описании монастыря при его секуляризации в 1765 году, как находящейся «в отхожей пустыне святителя Филиппа Митрополита».

### XIX век
В своём обстоятельном труде, архимандрит Досифей приводит такие краткие данные о пустыни: «От монастыря к востоку в 2,5 верстах пустыня, называемая Иисусовою, с часовней во имя св. Филиппа Митрополита Московского; там же построены деревянные келлии. Сюда Святый Филипп, бывши игуменом Соловецким, уединялся повременно для безмолвной молитвы и богомыслия; место сие и ныне с благоговением посещают многие приезжающие на Соловки богомольцы. Один или двое из монашествующих проживают здесь всегда на безмолвии».

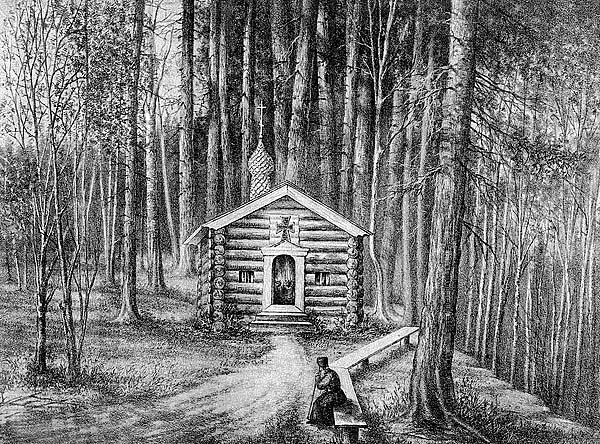
Древняя часовня, построенная ещё при игумене Филиппе. 1884 год.

Из сохранившегося отчёта, сменившего Досифея соловецкого архимандрита Илария, «о произведённых в 1839 году новых строениях и починках» можно почерпнуть следующие сведения: «В Филипповской пустыни, вместо ветхой деревянной часовни, построена новая крестообразно, длинною 7 сажень, шириною 4 сажени, обшитая тёсом, при ней три крыльца с перилами и болясами точёными, трое дверей наружные филёнчатые, а внутренние стеклянныя, кумпол покрыт чешуёю и выкрашен зелёною масляною краскою, крест и шар вызолочены червонным золотом, и внутри и понаружи окрашена белилами и другими по приличию красками, кельи и часовня имеющиеся обиты новым тёсом». Известно, что при Иларии, в прошлом являвшимся монахом Александро-Невской лавры, в Соловецком монастыре строились здания по проекту столичного архитектора А. Ф. Щедрина. По мнению некоторых исследователей, авторство новой часовни Филипповской пустыни, профессионально исполненной в духе позднего классицизма, может принадлежать этому же талантливому проектировщику. По-видимому, старая ветхая часовня, построенная ещё при Филиппе, при этих масштабных работах не была разрушена, а лишь перенесена на другое место.

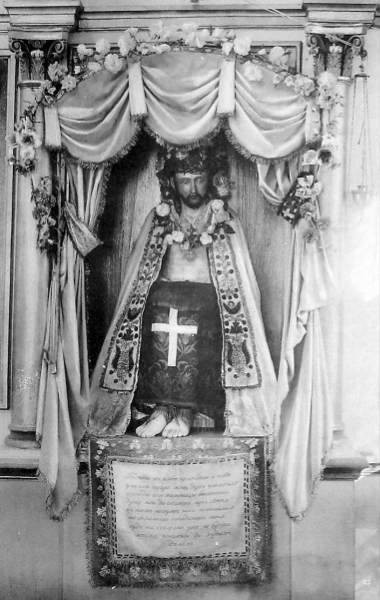
Деревянный резной образ страдающего Спасителя.

Новопостроенная часовня, привлекала большое количество паломников, называвших её «церковью Иисуса, сидящего в темнице», по-видимому из-за существовавшего в ней деревянного резного образа страдающего Спасителя. Большим почитанием пользовались находящийся в ней колодец, по преданию выкопанный самим святителем Филиппом, а также камень, служивший ему возглавием, каменный крест и икона Божией Матери, «название коей неизвестно». В 1853 году архимандрит Александр, недавно назначенный настоятелем Соловецкого монастыря, обратил внимание на эту часовню и просил Святейший Синод о дозволении обратить её в церковь Живоносного источника. Разрешение Синода вскоре последовало и в 1854 году архимандрит сообщал, что «у часовни, назначенной к обращению в церковь во имя Живоначального источника, сделана колокольня на деревянных столбах с крышею». Однако последовавшая вскоре бомбардировка Соловецкого монастыря английскими фрегатами, помешала освящению церкви, которое произошло только 15 сентября 1856 года.

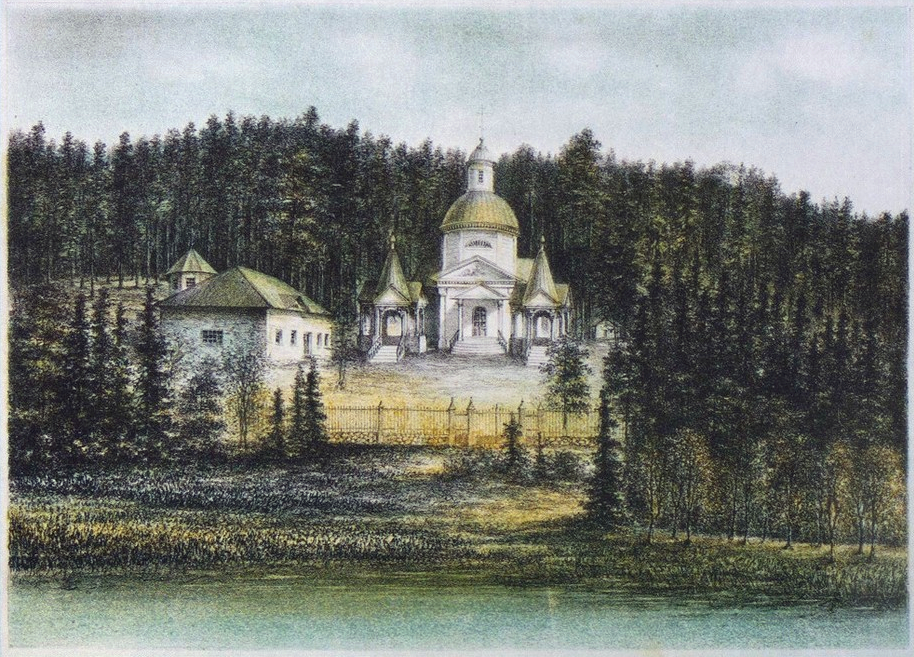
Филиппова пустынь. 1884 год.

Архимандрит Мелетий, в своём труде «Историческое описание ставропигиального первоклассного Соловецкого монастыря», приводит подробное описание отстроенной пустыни, в том числе упоминая, что по входе в храм справа на доске была надпись, передающая устоявшееся к тому времени церковное предание о её основании: «Святитель Филипп, будучи игуменом Соловецким, любил удаляться сюда по временам на молитву; незадолго перед тем, как он имел быть избран в
Митрополита всероссийского на молитве явился к нему Иисус Христос в терновом венце в оковах. Униженный, обагрённый кровию с ранами на теле, в таком виде, как он после поруганий и биений перед судилищем Пилата, введён был в темницу; на месте этого явления брызнули из земли струи чистой ключевой воды. В память этого чудесного прославленного явления, бывшего на сем месте в 1565 году, Св. Филипп поставил здесь часовню. Устроил из дерева и изображение Иисуса Христа, в подобии им виденном, и где вода брызнула из земли, там ископал колодезь, оставил здесь и камень, который был ему возглавием и заповедал хранить. Устроенное Св. Филиппом поддерживаемо было настоятелями свято 300 лет». Под этой доской находился камень с надписью: «Сие возглавие святителя Филиппа». С левой стороны от часовни на четырёх деревянных столбах была сделана колокольня с шестью колоколами. Справа, симметрично ей, — подобная колокольне беседка для отдохновения богомольцев. Тут же был построен каменный одноэтажный корпус с кельями для настоятелей и братии, жившей здесь летом для богослужения. Неподалёку на горе была построена восьмигранная часовня, от которой открывался прекрасный вид на Соловецкую обитель и море с островами.

### XX век

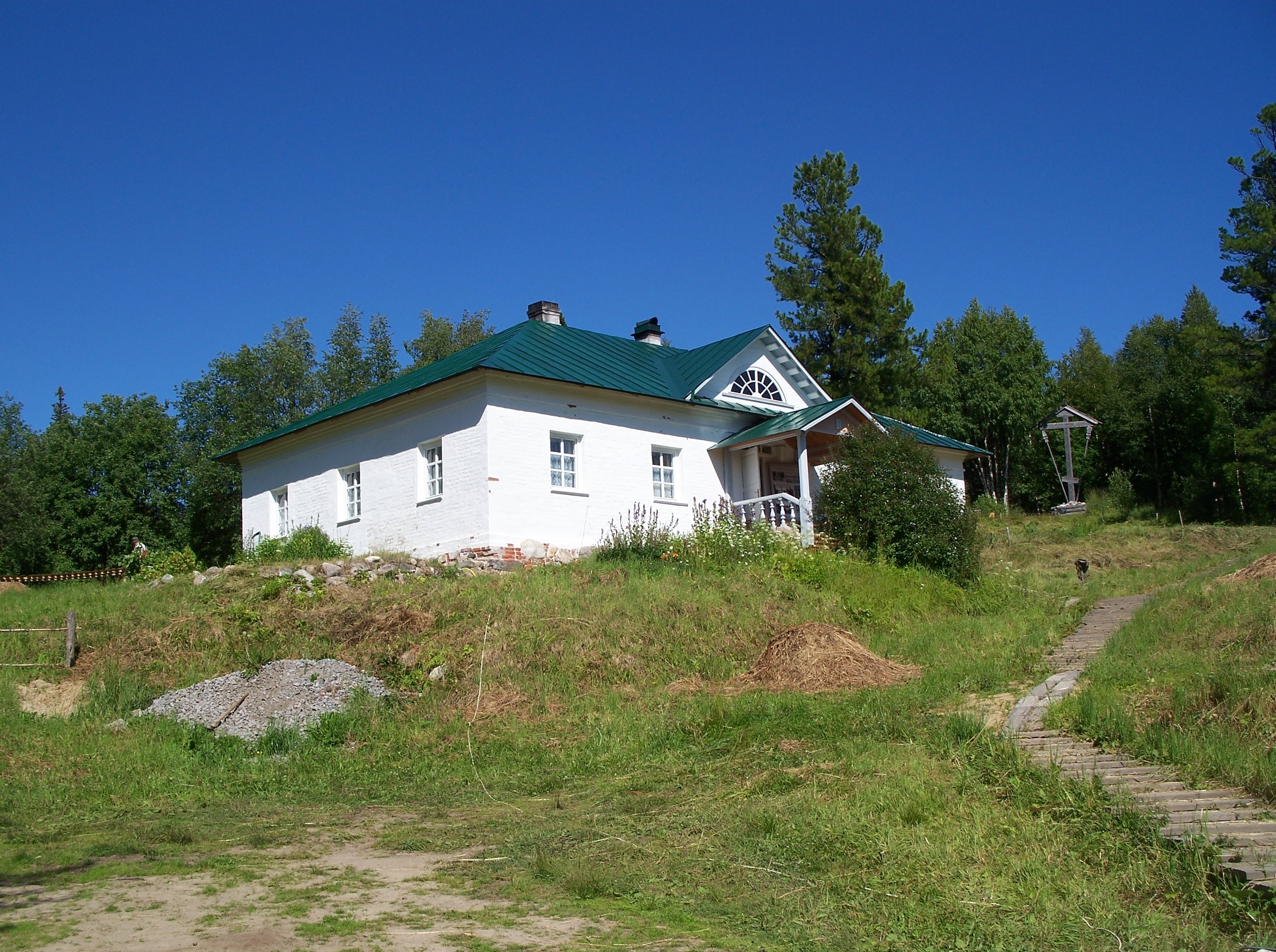
Келейный корпус пустыни.

После Октябрьской революции, во время существования Соловецкого лагеря особого назначения на месте пустыни был устроен пушной заповедник для разведения гаги, ондатры, лисы, соболя. Многие монастырские постройки в это время были разрушены. Согласно описи Соловецких памятников в 1934 году в ней ещё находились: «Часовня во имя св. Филиппа: в 2 км от кремля по дороге на Муксалму, в „Иисусовой“, или Филипповой, пустыне; сруб из неотёсанных брёвен 5×3 м, высота 2,5 м. Часовня „над погребом“: севернее предыдущей, на гребне хребта; восьмигранное строение из брусьев, рубленных в шип; построена в 1856 г. Братский корпус: там же; одноэтажное здание со стенами частью из камня, частью из брёвен; построено в 1856 г.».

## Современное состояние

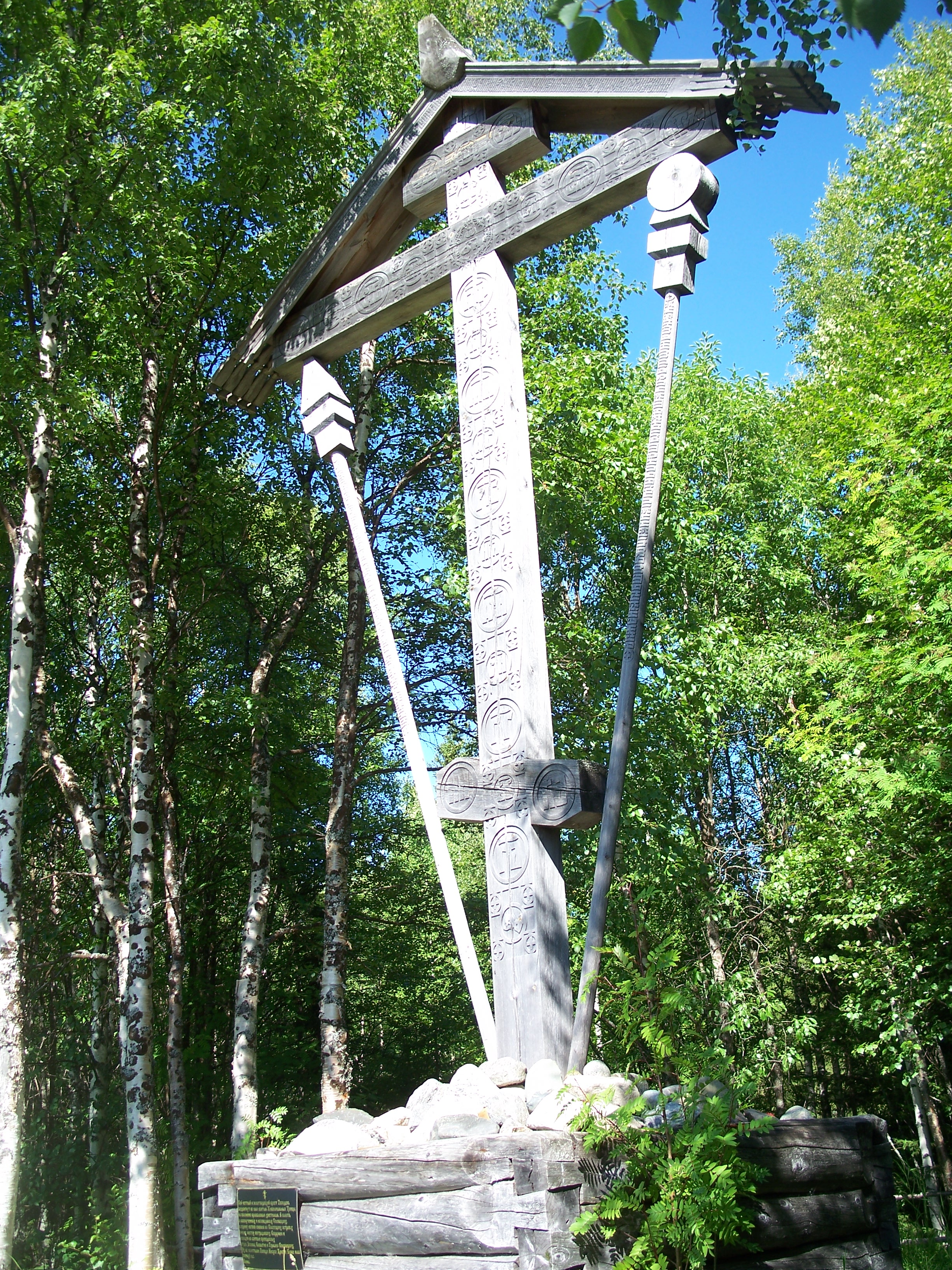
Поклонный крест в память сгоревшей церкви.

Из всех построек пустыни до наших дней сохранились только каменный келейный корпус, отреставрированный в 2007 году, и колодец. На месте разрушенного храма в честь иконы Божией матери «Живоносный Источник» 29 августа 2002 года был установлен поклонный крест, изготовленный в кресторезной мастерской монастыря на средства Московской международной киношколы.
В 2011 году в пустыни проводились археологические исследования специалистами Археологической экспедиции САФУ, в ходе которой был произведён раскоп фундамента церкви во имя иконы Божией Матери «Живоносный Источник», площадью более 240 квадратных метров. В результате раскопок были обнаружены следы пожара уничтожившего церковь, а также собрана коллекция находок церковной утвари и предметов, относящихся ко времени Соловецкого ГУЛАГа. Для проведения работ поклонный крест пришлось перенести на холм за келейным корпусом. Экспедиция также обнаружила место расположения древней надкладезной часовни.
Престольным праздником пустыни является пятница Светлой седмицы — празднование иконы Божией Матери «Живоносный Источник». В этот день здесь ежегодно совершается молебен с водоосвящением.

## Известные насельники
С 1828 по 1845 год в Филипповской пустыни проживал соловецкий схимонах Герасим где, кроме «молитвенного труда», занимался приготовлением бочонков для солёной сельди.